# Пол Паси
Пол Едуард Паси (фр. Paul Édouard Passy, 1859-1940) је био француски лингвиста, оснивач Међународног фонетског друштва 1886. године. Учествовао је у изради Међународног фонетског алфабета.